# André II da Hungria

Brasão de Armas da Hungria antiga ao tempo de André II da Hungria e de seu pai Bela III da Hungria.

André II da Hungria ou André II Árpád Hiérosolymitai (c.1175 — 21 de setembro de 1235) foi rei da Hungria entre 1205 e 1235, sucedeu ao seu sobrinho, Ladislau III.
Em 1217 partiu para a Terra Santa para participar da Quinta Cruzada. O seu reinado assistiu ao enfraquecimento do poder real e o fortalecimento dos senhores feudais húngaros, processo consolidado através da Aranybulla ("bula de ouro", versão local da Magna Carta, 1222).

## Como príncipe
André era o segundo filho do rei Bela III da Hungria e sua primeira esposa, Inês de Antioquia. Como filho mais novo, André não tinha esperança de herdar o Reino da Hungria de seu pai, que queria garantir a herança de seu filho mais velho Américo da Hungria, e fê-lo já coroado em 1182.
No entanto, quando o príncipe Vladimir II Iaroslavic da Galícia, que tinha sido expulso de seu país por seus súditos, fugiu para a Hungria procura por atendimento em 1188, o rei Bela III mandou prendê-lo e ocupou o seu principado e ele tornou André príncipe da Galícia. O seu poder deve ter sido apenas nominal, ele nem sequer visitar o seu principado. Embora, as tropas do jovem príncipe poderiam ter o domínio em 1189, quando os boiardos da Galícia se levantaram contra o seu governo, mas pouco depois o príncipe Vladimir conseguiu escapar de seu cativeiro e expulsou as tropas húngaras da Galícia.

## Como duque
Em 23 de Abril 1196, o rei Bela III morreu e deixou o Reino da Hungria para seu filho mais velho, Américo, enquanto André herdou uma grande quantidade de dinheiro para cumprir juramento de seu pai com as Cruzadas. No entanto, André usou o dinheiro para recrutar seguidores entre os barões e também procurou a ajuda de Leopoldo V, duque da Áustria. Em dezembro de 1197, tropas de André derrotou exércitos Rei Américo em uma batalha perto de Macsek em dezembro de 1197. Após a vitória de André, o rei foi obrigado a transferir o governo dos Ducados da Croácia e da Dalmácia para André.
No início de 1198, o Papa Inocêncio III pediu para André que cumprisse os últimos desejos de seu pai e liderasse uma Cruzada à Terra Santa. No entanto, em vez de uma Cruzada, André liderou uma campanha contra as províncias vizinhas e ocupadas por Zaclúmia e Rama. André também passou a conspirar com alguns prelados contra o seu irmão, mas o rei Emerico foi informado sobre os planos de André e ele pessoalmente prendeu o bispo Boleszlo de Vac, um dos principais apoiadores de André, e ele também privou os seguidores de seu irmão (por exemplo, Palatino Mog) de seus privilégios. No verão de 1199, o rei Emerico derrotou André na Batalha de Rad e André teve que fugir para a Áustria. Finalmente, os dois irmãos fizeram as pazes com a mediação do legado papal, e o Reino da Croácia e da Dalmácia foi concedido novamente para seu irmão.
Por volta de 1200, André casou com Gertrudes de Merânia, filha de Bertoldo IV, Duque de Merânia. Foi, provavelmente, sua esposa que o persuadiu a conspirar contra seu irmão novamente, mas quando o rei Emerico, que tinha feito com que as tropas de André fossem em menor número, foi desarmado, usando apenas a coroa e o cetro, para o acampamento de André, perto Varasd, André imediatamente entregue. O rei tinha o irmão preso, mas André conseguiu escapar pouco depois.
No entanto, o rei, cuja saúde estava falhando, queria garantir a ascensão de seu filho, Ladislau, que tinha sido coroado em 26 de Agosto 1204. Pouco depois, o rei reconciliado com André, nomeou-lhe para cuidar do reino durante a menoridade do filho dele. Após a morte de seu irmão em 30 de Setembro/Novembro de 1204, André assume o governo do reino como tutor de seu sobrinho e pega também o dinheiro que o seu irmão tinha depositado em nome do jovem Ladislau. A rainha viúva Constance estava ansiosa para a vida de rei do seu filho e ela fugiu com o rei Ladislau à corte de Leopoldo VI, duque da Áustria. André fez preparativos para uma guerra contra a Áustria, mas o rei criança morreu em 07 de maio de 1205, herdou o trono assim, André.

## Novæ institutiones
André foi coroado pelo Arcebispo João de Kalocsa em 29 de maio de 1205 em Székesfehérvár, mas antes da coroação, teve que fazer um juramento. André fez uma alteração radical na política interna seguida por seus antecessores e ele começou a conferir as propriedades reais para seus partidários. Ele chamou essa nova política Novae Institutiones em seus atos, e declarou que "nada pode definir limites à generosidade da Majestade Real, e que a melhor medida de subvenções, por um monarca, é incomensurabilidade". Ele deu tudo - dinheiro, aldeias, domínios, condados inteiro - para o empobrecimento total do tesouro. André foi generoso principalmente com parentes alemães de sua esposa e seguidores, o que causou descontentamento entre seus súditos.

## Guerra pela Galícia
Durante os primeiros anos de seu reinado, André foi ocupado com as discórdias dentro do Principado de Galícia. Em 1205, ele levou seus exércitos para o principado para garantir a a soberania do jovem príncipe Daniel, expulso por revoltas locais. Depois de sua campanha, ele adotou o título de "Rei da Galícia e Lodoméria", referindo-se a sua supremacia sobre os dois principados vizinhos. No início do ano seguinte, Daniel foi novamente expulso da Galícia, mas André negou a dar assistência a ele, porque o adversário do príncipe criança, o príncipe Vladimir III Igorevych havia subornado. No entanto, no mesmo ano, ele fez uma campanha na Galícia e deu assistência para o príncipe romano Igorevych para adquirir o trono.
Em 1208, aproveitando-se da briga entre o príncipe romano Igorevych e seus boiardos, André ocupou a Galícia e nomeou um regente para governar o principado em seu nome, mas o príncipe Vladimir III Igorevych conseguiu reconquistar seu principado já no ano seguinte.
Um grupo de aristocratas da corte, escandalizados com a generosidade de André para parentes de sua esposa e seguidores, planejado para oferecer o trono a seus primos, que viviam na corte de Teodoro I Láscaris do Império de Niceia, mas seu emissário foi preso e André pôde superar a conspiração. Em 1211, ele concedeu Burzenland aos Cavaleiros Teutônicos, a fim de garantir a segurança das fronteiras do sudeste de seu reino contra os cumanos. No entanto, os Cavaleiros Teutônicos começaram a estabelecer um país independente do rei da Hungria.
Após seu retorno, ele ordenou a execução apenas do líder dos conspiradores e perdoou os outros membros do grupo, que resultou na emergente antipatia de seu filho, Béla. No entanto, em 1214, André teve seu filho coroado.
No verão de 1214, André teve uma reunião com o Grão-Duque Lesco I da Polônia e eles concordaram que iriam dividir o Principado da Galícia entre a Hungria e a Polônia. Suas tropas aliadas ocuparam o principado vizinho, que foi concedida ao filho mais novo de André, Colomano. No entanto, André negou a transferir os territórios de acordo com o acordo com o Duque Lesco I, que fez uma aliança com o príncipe de Mistislau de Novogárdia e afastaram as tropas de André do principado.
Pouco tempo depois, Andrew fez uma nova aliança com Lesco I e ocuparam a Galícia, onde mais uma vez o filho de André foi nomeado para o principado.

## Relações familiares
Foi filho de Bela III (1148 - 24 de Abril de 1196) e de Inês de Châtillon (c. 1148 - 1184), filha de Reinaldo de Châtillon e de (1125 - 4 de Julho de 1187) e de Constança de Antioquia.
Casou por três vezes, a sua primeira mulher, Gertrudes da Merânia (1185 - 24 de Setembro de 1213, assassinada durante as lutas entre as facções senhoriais), filha de Bertoldo IV da Merânia e da duquesa Inês de Rochlitz, da Casa de Wettin, de quem teve:
1. Ana Maria (1204-1237), casou em 1221 com o tsar João Asen II da Bulgária.
2. Bela IV (1206 — 3 de Maio de 1270) casou em 1218 com Maria Lascarina (c. 1206 – 16 de Julho ou 24 de Junho de 1270) ), filha de Teodoro I Láscaris do Império de Niceia.
3. Santa Isabel da Hungria (7 de Julho de 1207 - 17 de Novembro de 1231).
4. Colomano de Halych (1208 - depois de 11 de abril de 1241)
5. André da Hungria (ca. 1210 - 1234)

Do segundo casamento, com Iolanda de Courtenay, princesa de Constantinopla (1180 - 1233) filha de Pedro II de Courtenay e de Iolanda de Hainaut, sendo esta última irmã de Balduíno I de Constantinopla (1172 - 1205) e de Henrique da Flandres (1174 - 1216), que foram simultaneamente o primeiro e o segundo Imperadores do Império Latino de Constantinopla, e portanto filha de Balduíno V de Hainaut (1150 - 17 de Dezembro de 1195) e de Margarida I da Flandres (1145 - 15 de Novembro de 1194), teve:
1. Iolanda da Hungria, princesa da Hungria e rainha de Aragão (1216 - 1251) casou com Jaime I de Aragão "O conquistador", rei de Aragão, de Valência e de Maiorca.

Do terceiro casamento com Beatriz d'Este (1180 -?)
1. Estevão da Hungria casado por duas vezes, a primeira com Catarina Traversari e a segunda com Tomásina Morosoni.

## Árvore genealógica da Casa de Arpades
|-